# Rumegies
Rumegies ist eine französische Gemeinde mit 1.738 Einwohnern (Stand: 1. Januar 2022) im Département Nord in der Region Hauts-de-France. Sie gehört zum Arrondissement Valenciennes und zum Kanton Saint-Amand-les-Eaux.

## Geografie
Die Gemeinde Rumegies liegt am Elnon in Französisch-Flandern und im Regionalen Naturpark Scarpe-Schelde an der Grenze zu Belgien, etwa 15 Kilometer nordwestlich von Valenciennes und etwa 20 Kilometer südöstlich von Lille. Umgeben wird Rumegies von den Nachbargemeinden Brunehaut im Norden und Osten, Lecelles im Osten und Südosten, Saméon im Süden und Westen sowie Aix-en-Pévèle im Westen und Nordwesten.

## Bevölkerungsentwicklung
| Jahr                       | 1962 | 1968 | 1975 | 1982 | 1990 | 1999 | 2006 | 2013 | 2021 |
| Einwohner                  | 1187 | 1133 | 1157 | 1211 | 1258 | 1402 | 1600 | 1640 | 1740 |
| Quellen: Cassini und INSEE |      |      |      |      |      |      |      |      |      |

## Sehenswürdigkeiten
Die aus dem 18. Jahrhundert stammende Kirche St. Brictius (Saint-Brice) gehört zur Pfarrei St. Eligius mit Sitz in Lecelles im Erzbistum Cambrai.

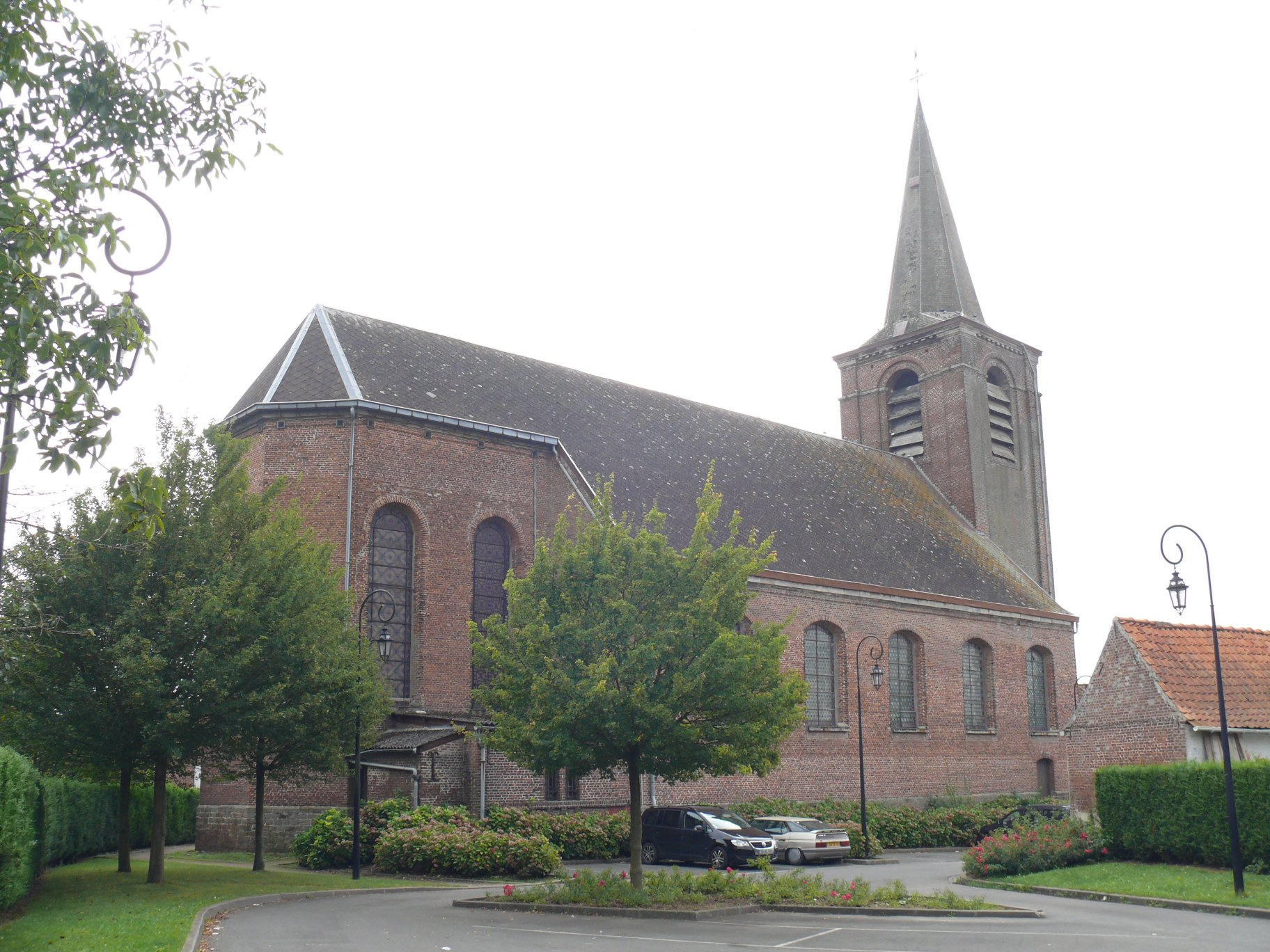
Kirche Saint-Brice
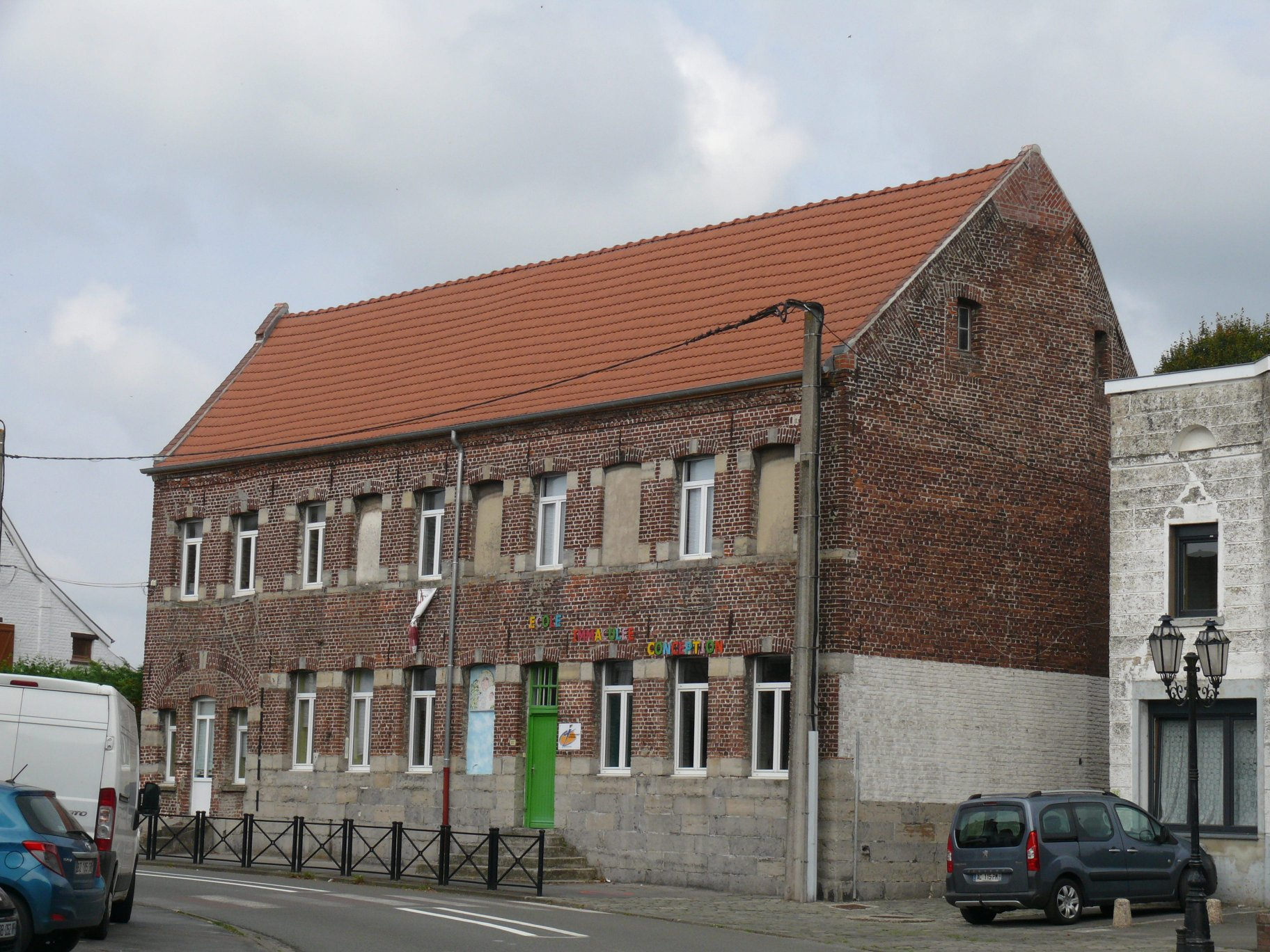
Schule „Immaculée Conception“ (Unbefleckte Empfängnis)
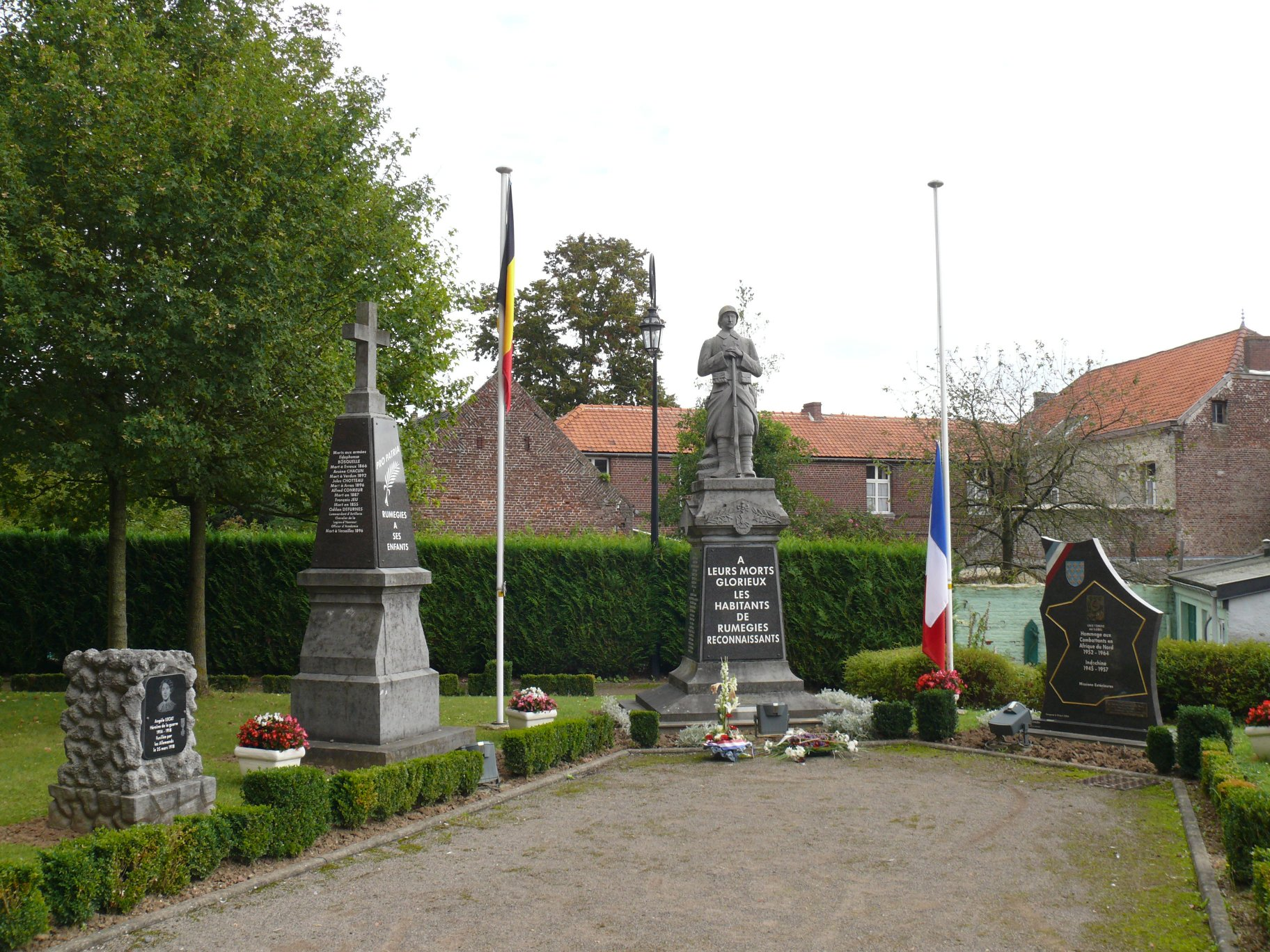
Gefallenendenkmal